# لطیفه النادی
لطیفه النادی (عربی: لطفية النادي) (زاده: ۲۹ اکتبر - ۱۹۰۷ درگذشته: ۲۰۰۲) خلبان زن مصری، سوئیسی است، به عنوان اولین زن از قاره آفریقا در سال ۱۹۳۳ به اجازه پرواز دست پیدا کرد. وی اولین زن مصری است که توانسته‌است هواپیما را بین قاهره و اسکندریه خلبانی کند و دومین زن در جهان است که به‌طور تکی هواپیما را هدایت نموده‌است.

## زندگی‌نامه

### کودکی
لطیفه النادی متولد ۲۹ اکتبر ۱۹۰۷ است و پدرش در چاپخانه امیریه کار می‌کرد و برخلاف مادر وی عقیده داشت که دختر نباید بیش از آموزش ابتدائی را بگذراند.

### ورود به کالج
لطیفه وارد کالج آمریکایی شده و در یکی از روزها راجع به ورود دختران مصری به پهنه آموزش خلبانی مطالبی خواند که در آنزمان فقط مردان می‌توانستند به آن وارد شوند و این موضوع باعث شد او نیز به این کالج بپیوندد.

## پرواز به‌صورت تکی
در سن ۲۶ سالگی وی اولین زن مصری بود که خلبانی هواپیما در حد فاصل قاهره و اسکندریه را انجام داد و دومین زن در جهان بود که به تنهایی پرواز کرده بود. از بهترین لحظات زندگی اش بنا به گفته خودش وقتی بود که پدرش را با هواپیما برفراز قاهره و سپس جیزه برد و نهایتاً بر بالای اهرام مصر و ابوالهول پرواز نمود.

## علاقه به آملیا ارهارت
علاقه او به اولین خلبان زن آمریکایی بنام آملیا ارهارت بی‌اندازه بود و علی‌رغم اینکه هیچوقت با همدیگر رو در رو نشده بودند اما از طریق مکاتبه و نامه نگاری از سفرهای خود برای یکدیگر تعریف می‌کردند.

## موفقیت‌ها
لطیفه در مسابقات هوایی بسیاری شرکت داشت از جمله مسابقه بین‌المللی که در سال ۱۹۳۷ در مصر برگزار شد و ۱۴ خلبان مرد و زن از ملیت‌های مختلف در آن شرکت کردند و توانست به رتبه سوم دست پیدا کند.

## درگذشت
لطیفه در طول حیات خود ازدواج نکرد و اکثر زندگی خود را در سوئیس که بوی تابعیت افتخاری داده بودند گذراند و در حوالی سن ۹۵ سالگی در سال ۲۰۰۲ در قاهره در گذشت.

## بزرگداشت
در سال ۱۹۹۶ در یک فیلم مستند از زندگی و تلاش‌های او داستان لطیفه النادی به کارگردانی وجیه جورج تهیه شد. دراین فیلم به دلیل واقعی، جدای از تمایل او به خلبانی اشاره کرده و می‌گوید، او می‌خواست که آزاد باشد. در سال ۱۹۹۷ این فیلم برنده جایزه اول شورای عالی فرهنگی در سوئیس گردید.